# A6 Fäktning
A6 Fäktning, eller A6 Skytte- och Idrottsförening som föreningen officiellt heter, är en av Jönköpings äldsta idrottsföreningar. Föreningen bildades 1907 som Kungl. Smålands artilleriregementes Idrottsförening. Den inledande paragrafen i 1912 års stadgar lyder:
| ” | Föreningen har till ändamål att inom regementet väcka håg och lust för kroppsöfningar i allmänhet, därmed bidragande att utbilda dess medlemmar till fältdugliga och motståndskraftiga soldater, samt att befordra en god kamratanda och för medlemmarna bereda tillfälle att på ett nyttigt och nöjsamt sätt tillbringa lediga stunder. | „ |
| Stadgar för Kungl. Smålands Artilleriregementes Idrottsförening, tryckta av Richards aktiebolag Jönköping (1912) | |   |

Enligt stadgarna bedrev föreningen verksamhet inom ett brett fält av gymnastik- och idrottsgrenar: ridning, fäktning, gymnastik (fria lekar), övningsskjutning, allmän idrott, brottning, atletik och bollspel, simning och annan vattenidrott, skidlöpning, körning eller åkning efter häst, skridskoåkning och skridskosegling.
Goda idrottare har genom åren framgångsrikt fört regementets färger. Den moderna femkampen, som består av grenarna löpning, ridning, simning, skytte och fäktning, kom till föreningen 1913 och blev populär på 1940-talet då den moderna femkampen slog igenom på allvar, med en bronsmedalj av Gösta Gärdin vid OS 1948 i London. Föreningen hade fram till 1940-talet sin tyngdpunkt i ridning, med stora framgångar internationellt, till exempel med en bronsmedalj vid OS 1928 i Antwerpen.
Under mer än 25 år var femkampen den dominerande grenen i idrottsföreningen, även om föreningen utövade grenarna skytte, motorsport, brottning och orientering. Framgången lät inte heller vänta på sig; ett flertal SM-tecken, flera OS-medaljer, med guldmedaljen i OS 1968 i Mexiko för Björn Ferm som höjdpunkt.
Under åren har föreningen även arrangerat flera stora tävlingar som till exempel SM 1953 och 1955, samt VM 1967 och 1978 i modern femkamp. Framgångsrika tränare och fäktmästare som Rolf Edling och Béla Rerrich har fungerat som instruktörer vid elitträningsläger på internationell nivå.
När regementet A6 lades ned 1985 försvann det mesta av verksamheten i idrottsföreningen. Fäktningssektionen överlevde dock, bland annat genom Johan Bergdahl som framgångsrik svensk fäktare. Även hans dotter Johanna Bergdahl har rönt stora framgångar både nationellt och internationellt, och ingick i Sveriges Olympiska Kommittés satsning för OS 2012 i London och OS 2016.
Klubben har cirka 120 medlemmar varav 70 är aktiva fäktare. Föreningen benämns oftast A6 Fäktning och har sin fäktsal på Bäckadalsgymnasiet (Hus 1) i Jönköping.